# Ovocné víno

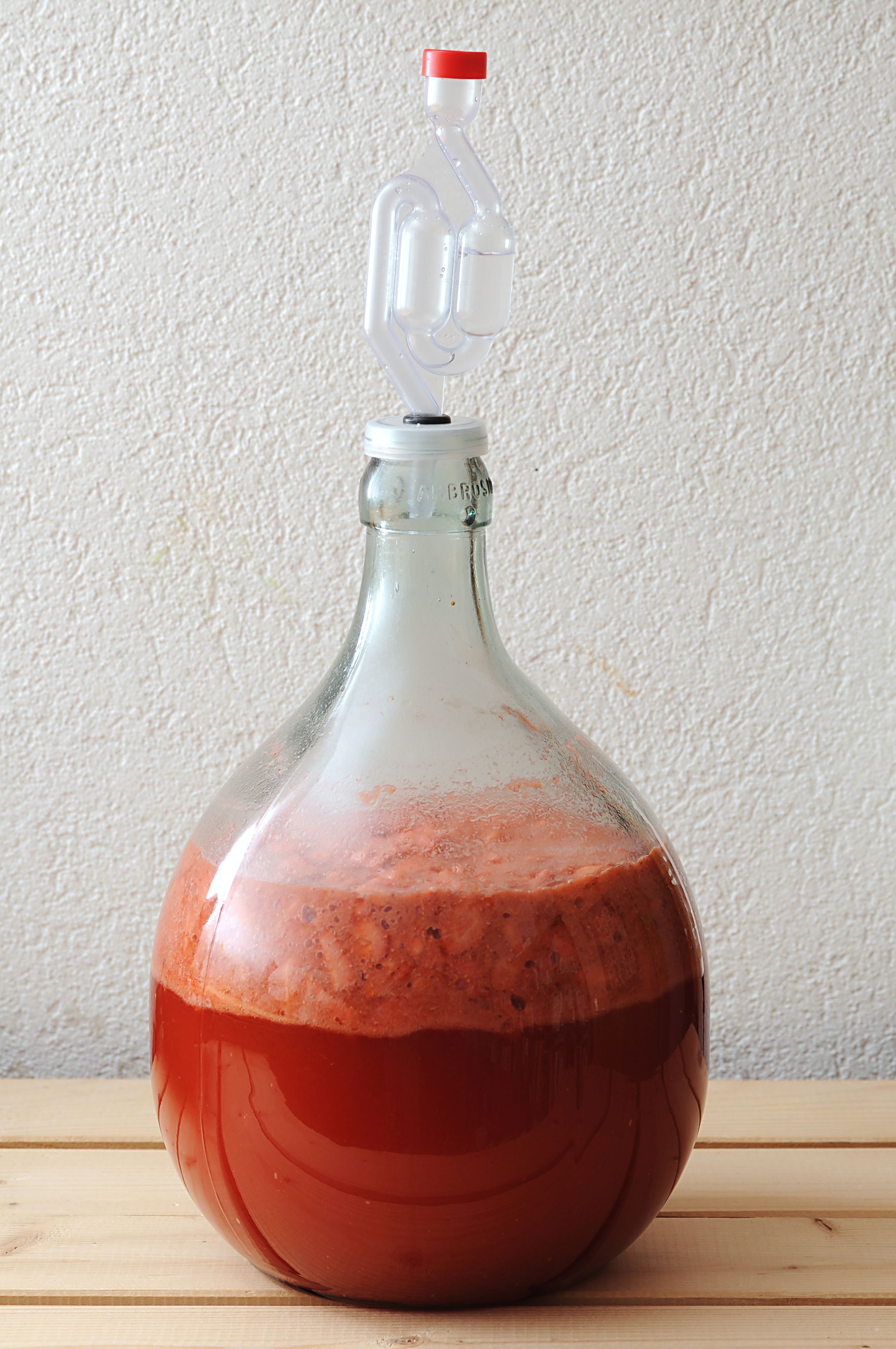
Demižon s kvasícím jahodovým vínem

Ovocné víno je alkoholický nápoj vzniklý kvašením šťávy z různých druhů ovoce. Vyrábí se především v oblastech, kde klimatické podmínky neumožňují pěstování révy vinné. Připravují ho především samozásobitelé podomácku, ale některá vinařství ho také produkují jako doplňkový sortiment, přičemž má prodejce povinnost uvést druh ovoce, z něhož je vyrobeno. K jeho výhodám patří průměrně nižší cena než u hroznového vína.
Pro výrobu ovocného vína jsou potřeba vyzrálé a zdravé plody, které se rozdrtí a vylisuje se z nich šťáva. Ta se smíchá s vodou, sacharózou a případně i kyselinou citronovu v takovém poměru, aby se obsah kyselin a cukrů přiblížil révovému moštu. (Doporučuje se přidat cukru více než do révového vína: jednak má šťáva méně přírodního cukru, jednak je náchylnější k různým chorobám, před kterými chrání cukr a z něj vzniklý alkohol. Z ovoce se proto často vyrábí dezertní víno). Tekutina se nalije do vhodné nádoby opatřené kvasnou zátkou a naočkuje ušlechtilými kvasinkami. Víno se může pít ve stadiu burčáku, případně se po ukončení bouřlivého varu stočí, ošetří disiřičitanem draselným a uloží v chladném sklepě pro pozdější konzumaci. Pro delší skladování se doporučuje také pasterizace. Stejně jako víno z hroznů se dá také využít k přípravě punče, vermutu, sektu nebo se z něj pálí kořalka.
K výrobě vína se používají plody jako višně, jablko, červený nebo černý rybíz, třešně, srstka angrešt, borůvky, ostružiny, švestky, jahoda, malina, moruše, temnoplodec, šípky, rajče jedlé, případně květy bezu či pampelišky nebo stonky reveně. V tropických zemích existuje víno banánové, pomerančové, ananasové nebo z liči. Do vína je možno pro vylepšení přidat také med, různé bylinky a koření.
Známými druhy ovocného vína je umešu z plodů meruňky japonské, cidre z jablek nebo perry z hrušek. Pro ovocné víno existuje také řada žertovných a slangových výrazů, jako je čučo v češtině, jabol v polštině, bormotucha v ruštině.